# Бочилово (деревня)
Бо́чилово — деревня в составе Шальского сельского поселения Пудожского района Республики Карелия.

## Общие сведения
Расположена на берегу реки Водла.
В деревне находится деревянная часовня Смоленской Божьей Матери (XIX век).

## Население
| 2002 | 2010 | 2013 |
| ---- | ---- | ---- |
| 15   | ↘12  | ↘10  |